# Mulini di Castel Goffredo
I mulini di Castel Goffredo furono una serie di mulini ad acqua situati nelle campagne agricole del territorio di Castel Goffredo, in provincia di Mantova.

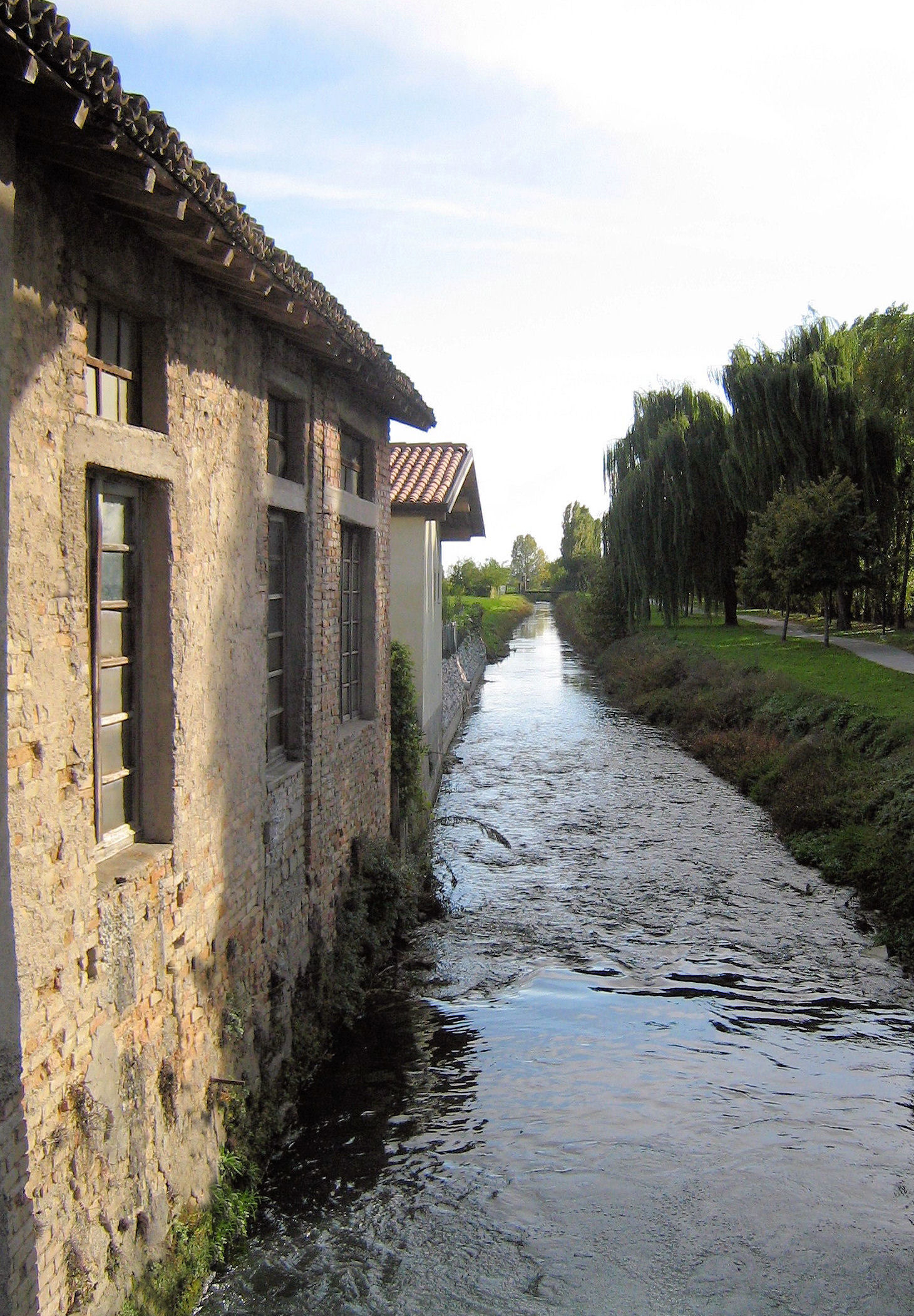
Castel Goffredo, mulino della Rassica.

## Storia
La presenza dei primi mulini nel territorio castellano venne documentata a partire dal XIII secolo, quando furono scavati o sistemati i canali Tartaro e Fuga ad opera dei comuni, al tempo in cui Castel Goffredo apparteneva al Comune di Brescia. Fu la ricchezza di sorgenti idriche di cui dispone il territorio di Castel Goffredo, che favorì lo sviluppo delle attività molitorie.
Sotto la dominazione dei Gonzaga e con il marchese Alfonso, nella metà del Cinquecento, venne riconosciuto il diritto d'uso delle acque anche ai comuni inferiori del territorio (Casaloldo, Mariana e Redondesco), dalle quali il signore ricavava tremila scudi d'oro. Nel 1566 Alfonso Gonzaga confiscò tutti i mulini che erano da sempre di proprietà comunale. Poco prima della sua uccisione (6 maggio 1592) riconobbe il pieno diritto al comune.
Con i progressi nel campo della coltura di inizio Novecento, i mulini furono abbandonati o demoliti e nel tempo alcuni vennero trasformati in edifici ad uso civile o commerciale.

## I mulini oggi
Oggi gran parte dei pochi mulini rimasti visibili a Castel Goffredo sono stati ristrutturati e adibiti a private abitazioni e nessuno di essi risulta ancora attivo.

## Elenco dei mulini
Sul torrente Tartaro
- Mulino della Rovere, a nord, demolito nel Cinquecento
- Mulino della Rassica (o "della Ceresa"), a est nella omonima località, ancora in essere e trasformato in edificio commerciale

Sul torrente Fuga
- Mulino del Silvello, a nord, ancora in essere e trasformato in edificio civile
- Mulino del Poino, a sud dell'omonima porta di accesso al paese, ancora in essere e trasformato in edificio civile
- Mulino Nuovo, a sud e nell'omonima frazione, edificato nel 1515 ed abbattuto negli anni ottanta

### Altre fonti
- 1999 – Immagina. Castel Goffredo: l'evoluzione di un territorio, CD-ROM, a cura del Comune di Castel Goffredo.